# Dotalabrus
Dotalabrus – rodzaj ryb okoniokształtnych z rodziny wargaczowatych.

## Klasyfikacja
Gatunki zaliczane do tego rodzaju:
- Dotalabrus alleni
- Dotalabrus aurantiacus